# Big Bang Mini
Big Bang Mini ist ein Shoot ’em up, das von Arkedo Studio entwickelt und von SouthPeak Games für den Nintendo DS veröffentlicht wurde. Es wurde in Nordamerika am 21. Januar 2009 veröffentlicht, während es in Europa am 6. März 2009 erschienen ist.

## Spielprinzip
Big Bang Mini ist ein Shoot ’em up, in welchem der Spieler ein Schiff auf dem unteren Bildschirm des Nintendo DS, dem Touchscreen, steuert. Ziel des Spiels ist es, in verschiedenen Leveln Schüssen von gegnerischen Einheiten auszuweichen und die gegnerischen Einheiten abzuschießen. Indem der Spieler auf das Schiff tippt und in eine Richtung zieht, steuert der Spieler das Schiff. Währenddessen beschießen gegnerische Einheiten das Schiff. Durch Aufwärtsbewegungen auf dem Touchscreen schießt das Schiff Geschosse auf den oberen Bildschirm in die gezeichnete Richtung. Ein besiegter Gegner hinterlässt Sterne, die der Spieler aufsammeln kann. Trifft das Geschoss keinen Gegner, geht das Geschoss in einem Feuerwerk auf, dessen Funken der Spieler nun auch ausweichen muss. Durch verschiedene Bewegungen auf dem Touchscreen kann der Spieler Fähigkeiten einsetzen. Eine schnelle horizontale Bewegung erstellt einen Schild, während eine schnelle vertikale Bewegung die Zeit im Spiel anhält. Ein Level ist abgeschlossen, wenn der Spieler eine bestimmte Anzahl an Sternen eingesammelt hat.

## Entwicklung
Der Soundtrack des Spiels besteht aus neu komponierter Musik.
Im Januar 2009 erschien eine Demo für Big Bang Mini, die über den Nintendo-Kanal der Wii auf den Nintendo DS heruntergeladen werden konnte.

## Rezeption
Big Bang Mini erhielt größtenteils positive Bewertungen. Auf Metacritic erhielt Big Bang Mini – basierend auf 39 Rezensionen – einen Metascore von 78 %.
Chris Watters von GameSpot lobte das Gameplay-Design und das „innovative Steuerungsschema“ sowie die „wunderbar lebendige Grafik und den Soundtrack“. Daemon Hatfield von IGN lobte Arkedo Studios für die Schaffung eines „Shooters mit fantastischer Grafik und einfachem, soliden Gameplay“.